# Thelypteris verecunda
Thelypteris verecunda är en kärrbräkenväxtart som beskrevs av George Richardson Proctor. Thelypteris verecunda ingår i släktet Thelypteris och familjen Thelypteridaceae. Inga underarter finns listade.